# Monastir del Camp

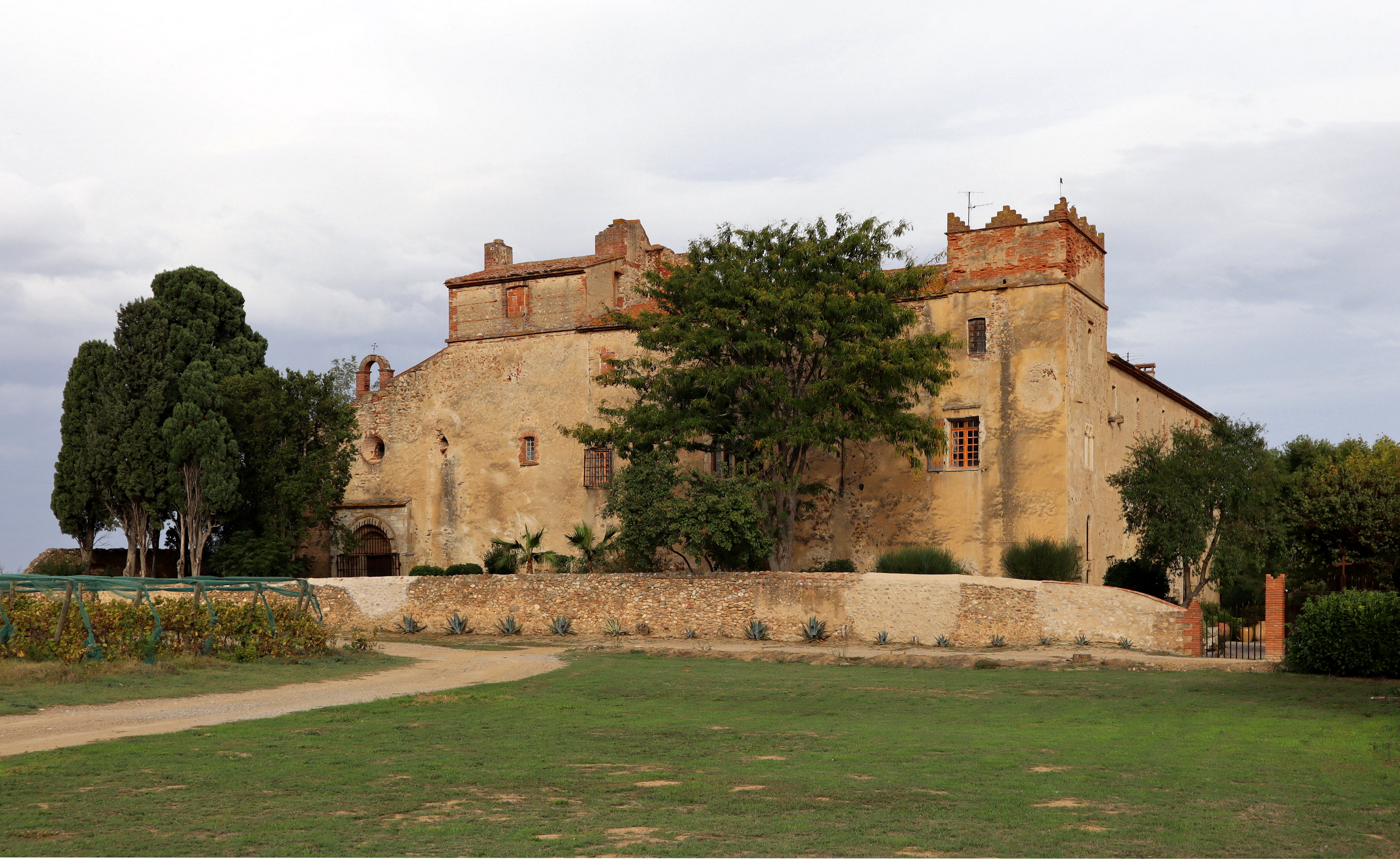
Kloster Monastir del Camp (Ansicht Südwest)

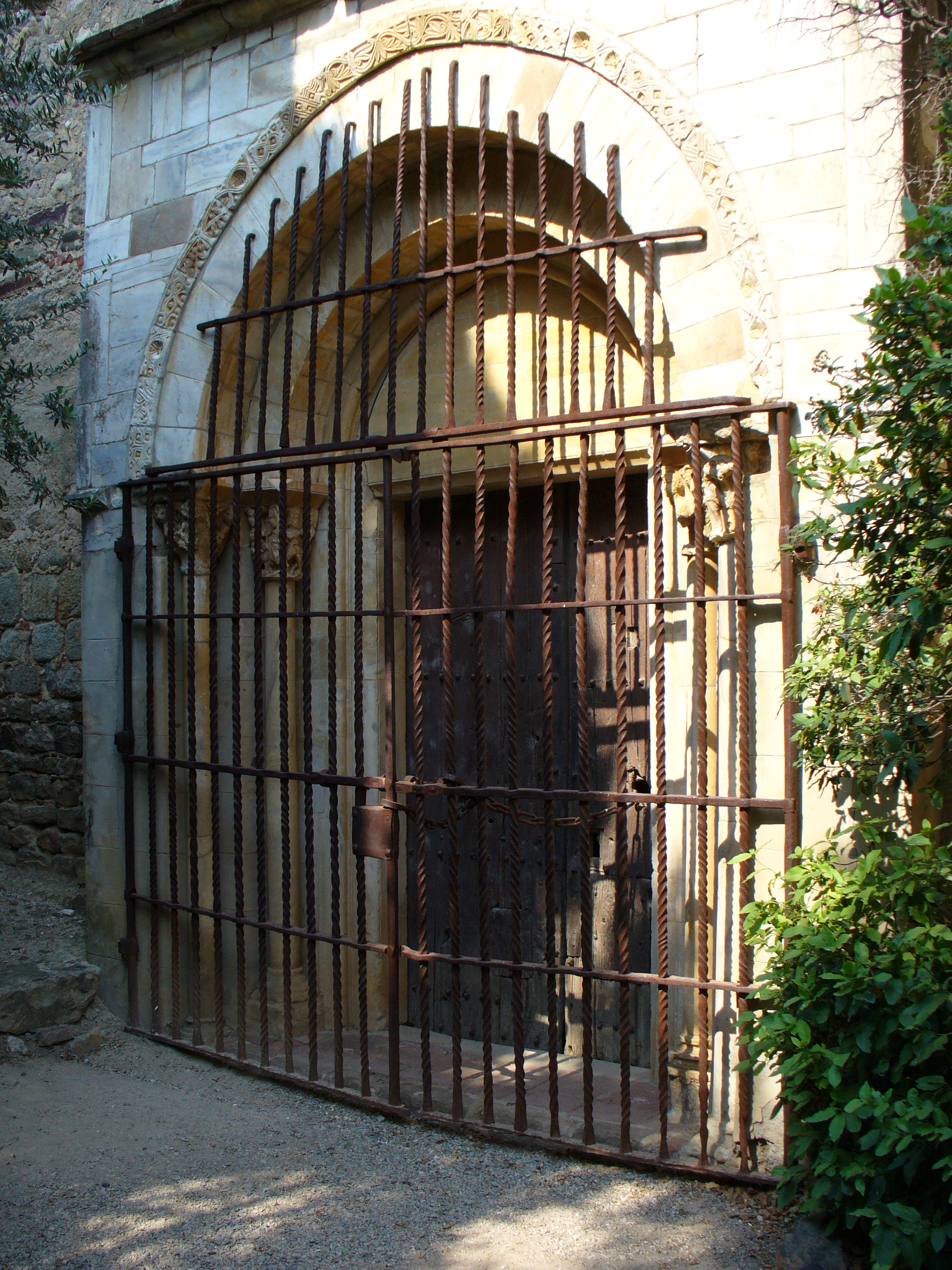
Portal der Klosterkirche

Das Monastir del Camp ist ein Kloster in der Nähe des südfranzösischen Ortes Passa im Département Pyrénées-Orientales in der Region Okzitanien in der alten Kulturlandschaft des Roussillon.

## Geschichte
Nach der örtlichen Legende soll Karl der Große nach einem siegreichen Kampf gegen die Mauren im 9. Jahrhundert den Bau des Klosters veranlasst haben. Erstmals erwähnt ist das Kloster jedoch erst im 11. Jahrhundert; ältere Bauteile wurden bislang nicht gefunden. Vielleicht war es ursprünglich ein Zisterzienserkloster, das jedoch schon bald darauf (1116) von Augustiner-Chorherren übernommen wurde und bis zum Jahr 1786 Bestand hatte. Danach wurde es von König Ludwig XVI. an die Adelsfamilie Jaubert de Passà verkauft. Die ehemaligen Klosterbauten wurden bereits im Jahr 1875 als Monument historique anerkannt.

## Ausstattung
Neben der einschiffigen Klosterkirche aus dem 11. Jahrhundert befindet sich ein sehenswerter, trapezförmiger Kreuzgang mit gotischen Arkaden aus weißem Céret-Marmor, der laut einer erhalten gebliebenen Inschrift im Jahr 1307 errichtet wurden.
Besondere Beachtung verdient das romanische Portal der Klosterkirche, das möglicherweise aus der Werkstatt des Meisters von Cabestany stammt; es ähnelt in Material, Aufbau und Stil aber auch dem Portal der nur etwa 10 km östlich gelegenen Kirche Sainte-Marie von Brouilla. Der dezent mit einem Ornamentband verzierte Rundbogen des ebenfalls aus hellem Marmor gefertigten Portals wird von vier Säulen mit Figurenkapitellen getragen. Die Figuren am zweiten Kapitell der linken Seite können als Darstellungen des römischen Kaisers Konstantin mit seiner Mutter Helena, der Schutzpatronin der nahen Stadt Elne, und der angeblich von ihr entdeckten Reliquie des Heiligen Kreuzes identifiziert werden. Die Figuren der übrigen Kapitelle stellen Tiere und Fabelwesen dar. Das Portal wurde im 17. Jahrhundert durch ein heute noch vorhandenes schmiedeeisernes Gittertor gesichert.

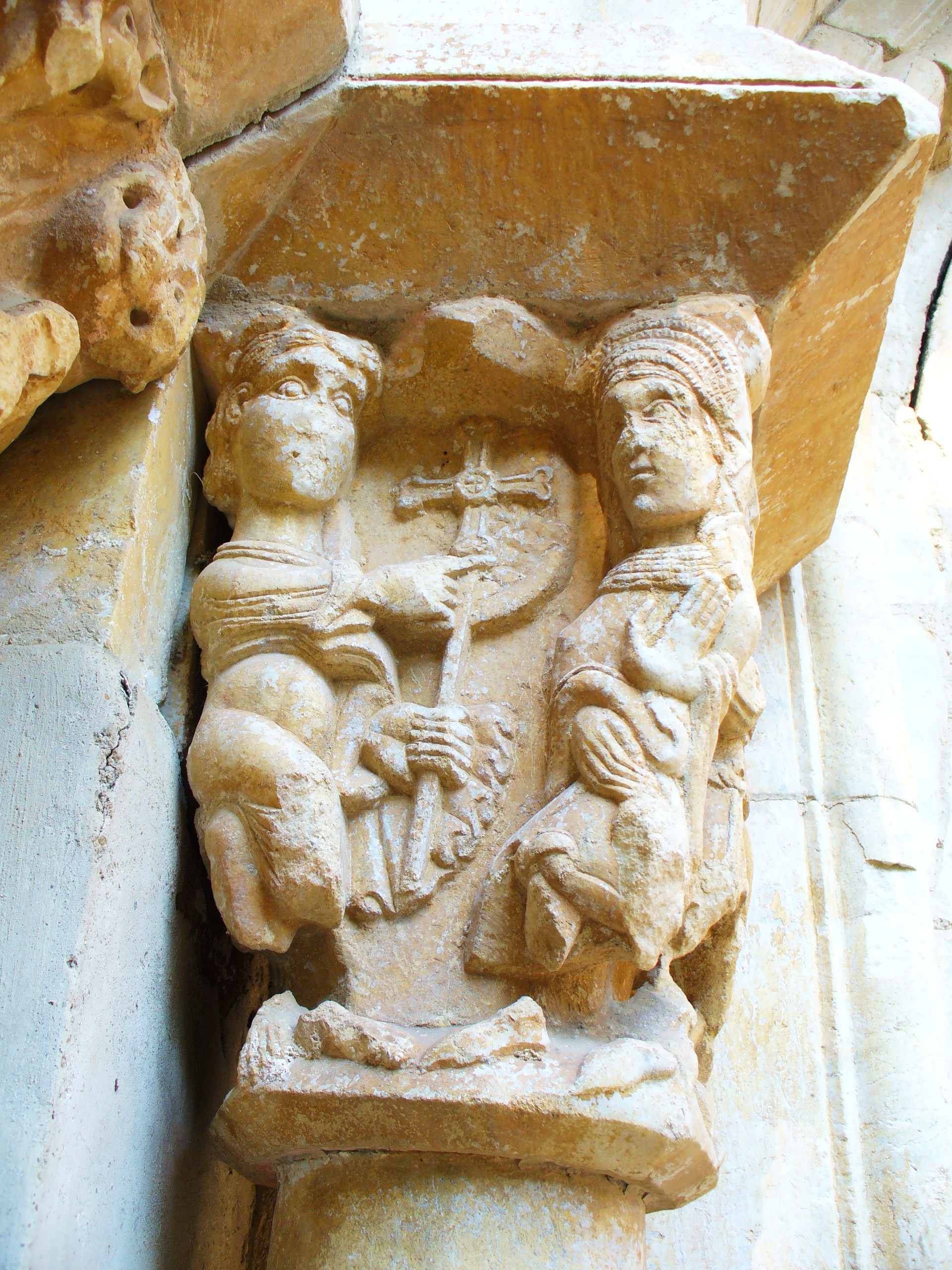
Kapitell am Portal der Klosterkirche
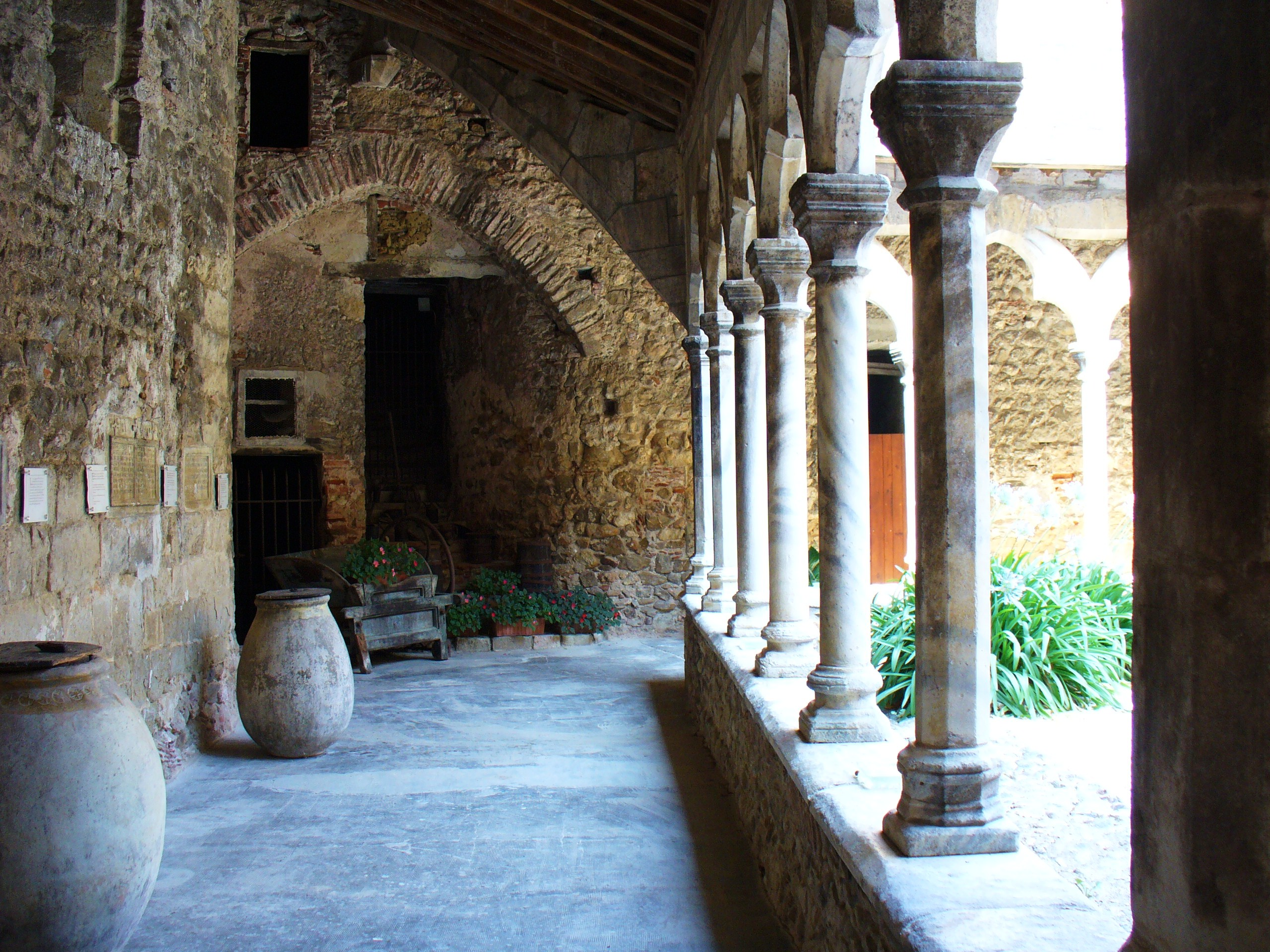
Kreuzgang des Klosters
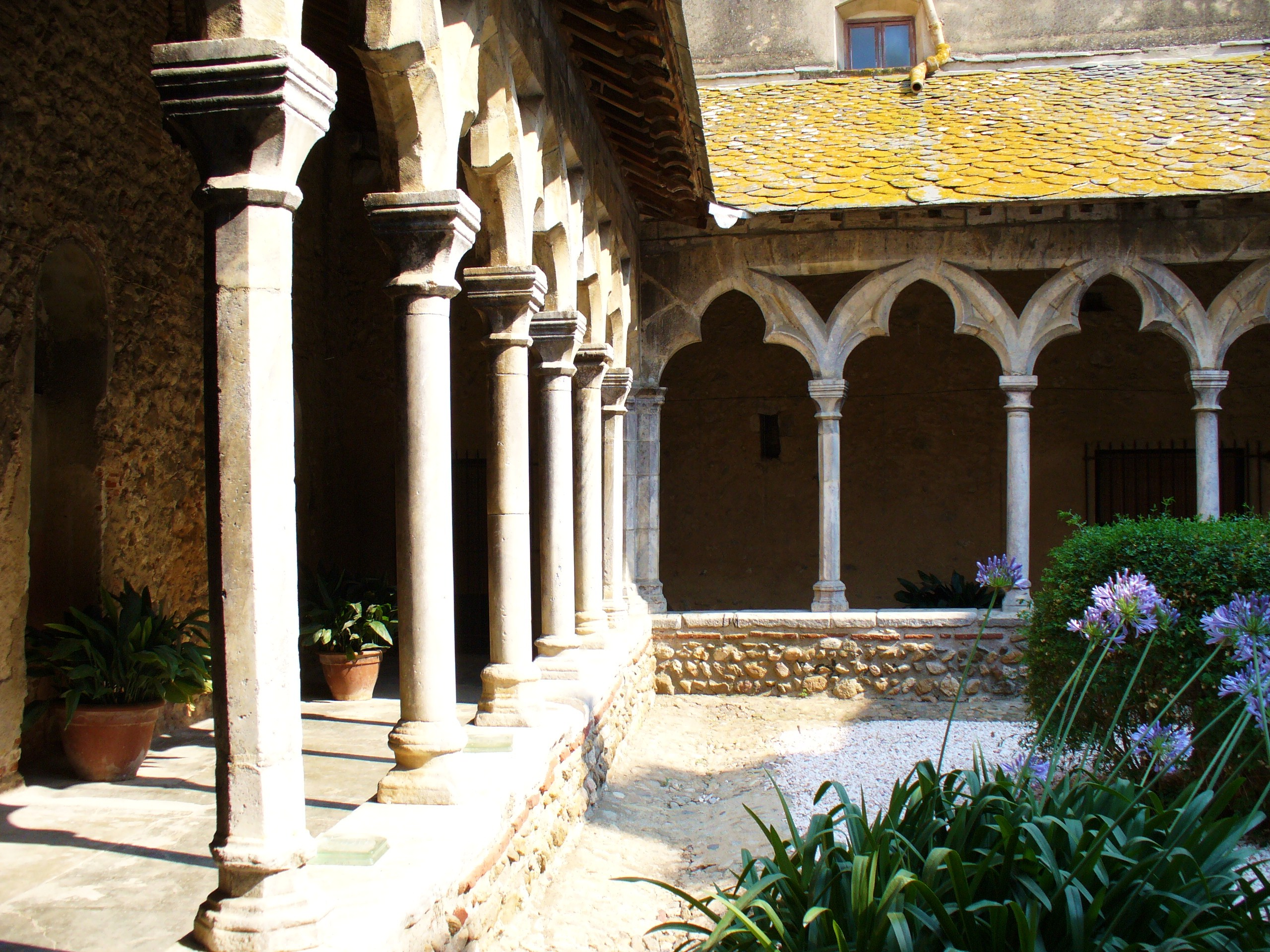
Gotische Arkaden des Kreuzgangs
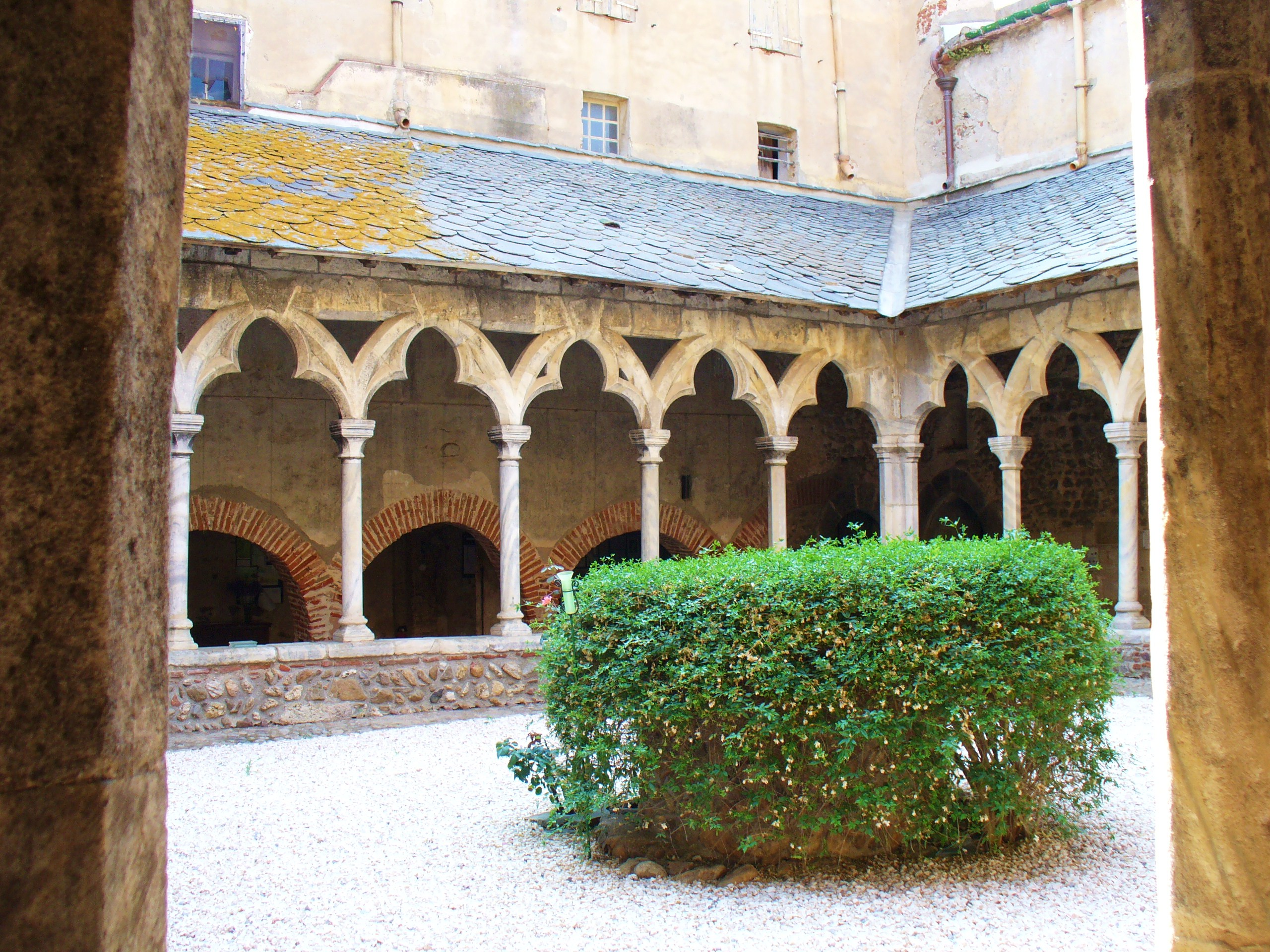
Gotische Arkaden des Kreuzgangs